# Éric Alabarbe
Pas d'image ? Cliquez ici

a Compétitions nationales et continentales officielles uniquement.

Éric Alabarbe, né le 3 mars 1960 à Aubervilliers (Seine), est un joueur français de rugby à XV qui évoluait au poste de pilier gauche.

## Biographie
Natif de la région parisienne, il est formé au PUC, passe brièvement par Belvès avant de rejoindre en 1981 le CA Brive[réf. nécessaire]. Il demeure durant quinze saisons au sein du club corrézien, trouvant rapidement sa place dans le pack briviste.
Le 22 mai 1988, il est sélectionné avec les Barbarians français pour jouer contre l'Irlande à La Rochelle. Ce match célèbre le jubilé de Jean-Pierre Elissalde, les Baa-Baas l'emportent 41 à 26.
Il a aussi été international A' contre l'Italie en 1990.

## Palmarès
Avec le CA Brive
- Championnat de France de première division :
  - Vice-champion (1) : 1996
- Challenge Yves du Manoir :
  - Vainqueur (1) : 1996